# Седтыдор
Седтыдор (коми Сьӧдтыдор) — посёлок в Койгородском районе Республики Коми России. Входит в состав сельского поселения Ужга. Население посёлка на 2023 год — 160 человек.

## История
В списке населённых пунктов Коми АССР 1956 года упоминается как посёлок лесозаготовителей.

## География
Посёлок находится в юго-западной части Республики Коми, в пределах юго-восточной части северного склона Северных Увалов, на правом берегу реки Сысолы, на расстоянии примерно 8 километров (по прямой) к северу от села Койгородок, административного центра района.
Климат
Климат характеризуется как умеренно континентальный, с продолжительной морозной зимой и коротким летом. Средняя температура воздуха самого тёплого месяца (июля) составляет 16,6 °C (абсолютный максимум — 35 °С); самого холодного (января) — −14,9 °C (абсолютный минимум — −45 °С). Среднегодовое количество атмосферных осадков составляет 622 мм.
Часовой пояс
Седтыдор, как и вся Республика Коми, находится в часовой зоне МСК (московское время). Смещение применяемого времени относительно UTC составляет +3:00.

## Население
| 2010 |
| ---- |
| 252  |

Гендерный состав
По данным Всероссийской переписи населения 2010 года в гендерной структуре населения мужчины составляли 48,4 %, женщины — соответственно 51,6 %.
Национальный состав
Согласно результатам переписи 2002 года, в национальной структуре населения коми составляли 47 % из 330 чел., русские — 43 %.